# Erateina media
Erateina media är en fjärilsart som beskrevs av Druce 1892. Erateina media ingår i släktet Erateina och familjen mätare. Inga underarter finns listade i Catalogue of Life.